# Показник економічного ефекту
Пока́зник економі́чного ефе́кту (рос. показатель экономического эффекта; англ. economic effect index; нім. Nutzeffektskennziffer) — перевищення вартісної оцінки результатів над вартісною оцінкою сукупних витрат ресурсів за весь строк здійснення заходу:
{\displaystyle E_{st}=R_{st}-V_{st}}
де Est — економічний ефект заходів науково-технічного прогресу за розрахунковий період;

Rst — вартісна оцінка результатів здійснення заходів за розрахунковий період;

Vst — вартісна оцінка витрат на здійснення заходу науково-технічного прогресу за розрахунковий період.

## Вартісна оцінка результатів і витрат
При вартісній оцінці результатів і витрат заходу можливі два основних випадки:
- використання заходу дає змогу одержати додатковий обсяг продукції. При цьому вартісна оцінка результатів являє собою оцінку виробленої продукції в оптових цінах;
- використання заходу змінює економічні показники існуючого виробництва. В цьому випадку вартісна оцінка результатів при постійних обсягах кінцевої продукції виражається в зміні витрат на її виробництво. При різних обсягах кінцевої продукції вартісна оцінка результатів повинна, крім зміни витрат, враховувати зміни обсягу продукції в оптових цінах.

### Вартісна оцінка результатів
Вартісна оцінка результатів визначається як сума основних (Rsto) і супутніх (Rstc) результатів:
{\displaystyle R_{st}=R_{sto}+R_{stc}}
Вартісна оцінка основних результатів заходів визначається:
а) для нових засобів праці тривалого використання, якщо їх застосування дає змогу одержати продукцію, виробництво якої вже існуючими способами було неможливе:
{\displaystyle R_{sto}=Z_{t}A_{t}P_{t}}
де Zt — ціна одиниці продукції, що виробляється з допомогою нових засобів праці в t-му році;

At — обсяг застосування нових засобів праці в t-му році;

Pt — продуктивність засобів праці в t-му році;
б) для нових предметів праці, якщо їх використання дає змогу одержати продукцію, виробництво якої вже існуючими способами було неможливе:
{\displaystyle R_{stc}={{A_{t}} \over {U_{t}}}Z_{t}}
де Ut — витрати предметів праці на одиницю продукції, що виробляється з їх використанням в t-му році;
в) для нових предметів і засобів праці довготривалого використання, використання яких в обсязі At змінює економічні показники існуючого виробництва продукції:
{\displaystyle R_{sto}=\pm \Delta Q_{t}Z_{t}\pm \Delta C_{t}\pm K_{t}}
де {\displaystyle \pm \Delta Q_{t}} — зміни обсягу продукції, що випускається в t-му році;

{\displaystyle \pm \Delta K_{t}} — зміни капітальних вкладень, пов'язаних з використанням нових предметів і засобів праці в t-му році;

{\displaystyle \pm \Delta C_{t}} — зміни поточних витрат на виробництво продукції в t-му році.
Вартісна оцінка супутніх результатів включає додаткові економічні результати в різних галузях господарства, а також економічні оцінки соціальних і екологічних наслідків реалізації заходів науково-технічного прогресу.
Соціальні і екологічні результати здійснюваних заходів визначаються за величиною відхилення їх соціальних й екологічних показників від встановлених в централізованому порядку нормативів:
{\displaystyle R_{stc}=\sum \limits _{i=1}^{n}{R_{it}a_{it}}}
де Rstc — вартісна оцінка соціальних і екологічних результатів здійснення заходів в t-му році;

Rit — величина окремого результату (в натуральному вимірі) з врахуванням масштабу його впровадження в t-му році;

ait — вартісна оцінка одиниці окремого результату в t-му році;

n — кількість показників, що враховуються.
Розрахунок вартісної оцінки різночасних результатів і витрат проводиться з обов'язковим їх зведенням до єдиного, для всіх варіантів заходів, моменту часу — розрахункового року.
Для зведення різночасних витрат і результатів до розрахункового року використовують коефіцієнт зведення
{\displaystyle \alpha _{t}=\left({1+E_{n}}\right)^{t_{r}-t_{i}}}
де Еn — норматив зведення різночасових витрат і результатів, який чисельно дорівнює нормативу ефективності капітальних вкладень Еn=0,1;

tr — розрахунковий рік;

ti — рік, витрати і результати котрого зводяться до розрахункового року.
Тоді вартісна оцінка результатів за розрахунковий період визначається так:
{\displaystyle R_{\mu t}=\sum \limits _{t=t_{p}}^{t_{k}}{R_{t}\alpha _{t}}}
де Rt — вартісна оцінка результатів в t-му році розрахункового періоду;

tp — початковий рік розрахункового періоду (початковим роком вважається рік початку фінансування робіт зі здійсненням заходів, включаючи проведення наукових досліджень);

tk — кінцевий рік розрахункового періоду; визначається нормативними строками служби створюваних засобів праці (з врахуванням їх морального зносу).

### Вартісна оцінка витрат
Витрати (Vn.p) на впровадження нових технічних рішень за розрахунковий період включають витрати при виробництві (Vvr) і при використанні продукції (Vvn) без врахування витрат на її придбання:
{\displaystyle V_{n.p}=V_{vr}+V_{vn}}
Витрати на виробництво (використання) продукції розраховується однаково:
{\displaystyle V_{vr}=\sum \limits _{t=t_{p}}^{t_{k}}{S_{t}\,\alpha _{t}\;=}\sum \limits _{t=t_{p}}^{t_{k}}{\left({C_{tvr}+K_{tvr}-\Phi _{ts}}\right)\,\alpha _{t}}}
де Vvr — величина витрат усіх ресурсів в t-му році (включаючи витрати на одержання супутніх результатів);

Сtvr — поточні витрати при виробництві (використанні) продукції в t-му році без врахування амортизаційних відрахувань на реновацію;

Ktvr — одночасові витрати при виробництві (використанні) продукції в t-му році;

Фts — залишкова вартість (ліквідаційне сальдо) основних фондів, в t-му році.
Поточні витрати — витрати підприємства, які пов'язані з його виробничою діяльністю — виробництвом продукції, виконанням робіт, наданням послуг. До складу поточних витрат (Сtvr) включаються витрати, які визначаються згідно зі запровадженим у галузях порядком калькулювання собівартості продукції. На ранніх стадіях розробки і проектування нової техніки, коли відсутня конкретна звітна і нормативна інформація, для розрахунків поточних витрат у виробництві можуть використовуватись різні узагальнені методи калькулювання (метод питомих показників, агрегатний, бальний метод та ін.). При цьому в розрахунках слід враховувати структуру витрат і нормативи, що використовуються при виробництві аналогічної продукції на діючих підприємствах з передовою технологією і оснащених прогресивним обладнанням.
Передвиробничі витрати — частина одноразових витрат, що пов'язані з підготовкою та освоєнням виробництва, організацією робіт для випуску нової продукції, запровадженням прогресивної технології, освоєнням нових підприємств, виробництв, цехів та агрегатів (пускові витрати). Сюди належать також витрати на підготовчі роботи у видобувній промисловості та ін. Передвиробничі витрати враховуються повністю в складі одноразових витрат у тих випадках, коли результати передвиробничої роботи використовуються при реалізації й інших заходів науково-технічного прогресу, то на даний захід слід відносити тільки частину передвиробничих витрат, що встановлюється експертним шляхом.
Залишкова вартість' основних фондів — це та частина вартості основних фондів, яку ще не віднесено на витрати для виготовлення продукції, виконання роботи чи надання послуг. Залишкова вартість основних фондів Фts визначається як різниця між початковою вартістю основних фондів і величиною амортизаційних відрахувань для них на кінець розрахункового періоду. Для основних фондів, які вибувають в році, беруть їх ліквідаційну вартість.

## Розрахунок при стабільних у часі техніко-економічних показниках
Для заходів науково-технічного прогресу, що характеризуються стабільністю техніко-економічних показників (обсяги виробництва, показники якості і результати) по роках розрахункового періоду, розрахунок економічного ефекту проводиться за формулою
{\displaystyle E_{t}={{R_{r}-V_{r}} \over {K_{r}+E_{n}}}}
де Rr — незмінна по роках розрахункового періоду вартісна оцінка результатів, включаючи основні і супутні результати;

Vr — незмінні по роках розрахункового періоду витрати на реалізацію заходів:
{\displaystyle V_{r}=C+\left({K_{r}+E_{n}}\right)K}
С — річні поточні витрати при використанні продукції (без врахування амортизаційних відчислень на реновацію);

Кr — норма реновації продукції, що визначається з врахуванням фактора часу;

Еn — норматив зведення різночасових витрат і результатів (Еn=0,1);

K — одноразові витрати при використанні продукції (у випадку їх розподілу в часі вони зводяться до розрахункового року).
Розрахунок за цією формулою слід проводити в цьому випадку, коли на стадії техніко-економічного обґрунтування невідома динаміка результатів витрат, а також для порівняння варіантів при умові збігання в часі початку виробництва. В решті випадків слід врахувати фактор часу.
При виборі найкращого заходу з різних варіантів таким вважається варіант, для якого величина економічного ефекту максимальна або за умови рівності корисного результату витрати на його реалізацію мінімальні.